# 1846
| 1846                                |
| ----------------------------------- |
| Dødsfald - Fødsler                  |
| • Begivenheder • Litteratur • Musik |

| Gregoriansk kalender | 1846 MDCCCXLVI          |
| Ab urbe condita      | 2599                    |
| Armensk kalender     | 1295 ԹՎ ՌՄՂԵ            |
| Kinesiske kalender   | 4542 – 4543 乙巳 – 丙午 |
| Etiopisk kalender    | 1838 – 1839             |
| Jødisk kalender      | 5606 – 5607             |
| Hindukalendere       |                         |
| - Vikram Samvat      | 1901 – 1902             |
| - Shaka Samvat       | 1768 – 1769             |
| - Kali Yuga          | 4947 – 4948             |
| Iransk kalender      | 1224 – 1225             |
| Islamisk kalender    | 1262 – 1263             |

Konge i Danmark: Christian 8. 1839-1848
Se også 1846 (tal)

## Begivenheder

### April
- 25. april - konflikten ved den mexicanske grænse bryder ud, kaldet Thornton affæren. Den udløser den mexicansk-amerikanske krig, der varer til 1848

### Maj
- 5. maj - selskabet Bondevennerne dannes med oberst A.F. Tscherning som formand. Tscherning bliver Danmarks første krigsminister og er i 1849 med i den grundlovgivende forsamling

### Juni
- 19. juni -  Den første officielle professionelle  baseballkamp i USA spilles i Hoboken i New Jersey. "New York Nine" vinder 23-1 over Knickerbockers i fire innings

### Juli
- Juli – Hungersnød i Irland på grund af sygdom i kartoflerne

### September
- 23. september – planeten Neptun bliver opdaget ved en fælles indsats af Urbain Le Verrier, John Couch Adams og Johann Gottfried Galle
- 30. september - en amerikansk tandlæge, William Norton i Boston bruger som den første æter som bedøvelsesmiddel

### Oktober
- 10. oktober - William Lassell opdager Neptun-månen Triton

### November
- 19. november - Centralbanken i Portugal bliver grundlagt

### December
- 28. december – Iowa bliver optaget som USA's 29. stat.

## Født
- 5. maj – Henryk Sienkiewicz, polsk forfatter.
- 9. oktober – Digteren Holger Drachmann fødes i København. Han dør i 1908
- 22. december - Oscar Alin, svensk videnskabsmand og politiker (død 1900).
- 29. december - Maurice Rollinat, fransk poet

## Dødsfald
- 25. oktober – Carl Bagger, dansk digter og forfatter.
- 29. december - Hector Frederik Janson Estrup, dansk historiker, (født 1794)